# Morti il 17 dicembre
| Questa pagina contiene informazioni ricavate automaticamente dalle voci biografiche con l'ausilio del template Bio e di un bot. L'aggiornamento è periodico e automatico e ricostruisce completamente la pagina. Se manca una persona in questa lista, sei pregato di non aggiungerla, ma accertati piuttosto che la sua voce biografica contenga il template Bio e che i dati anagrafici siano correttamente compilati. Se il template Bio manca, inseriscilo tu stesso o, in alternativa, metti l'avviso {{tmp\|Bio}} che ne segnala la mancanza. Se i dati riportati sono sbagliati, correggi direttamente la voce biografica; le modifiche saranno visibili in questa lista entro pochi giorni. Per chiarimenti vedi il progetto biografie. La lista contiene solo le 527 persone che sono citate nell'enciclopedia e per le quali è stato implementato correttamente il template Bio. Pagina aggiornata al 5 ago 2025. |

## VII secolo(1)
- 698 - Begga, badessa franca

## VIII secolo(1)
- 779 - Sturmio di Fulda, abate e santo austriaco (n. 705)

## X secolo(2)
- 942 - Guglielmo I di Normandia, nobile normanno
- 952 - Ugo il Nero di Borgogna, conte

## XII secolo(3)
- 1170 - Wivine di Gran Bigard, badessa belga (n. 1103)
- 1187 - Papa Gregorio VIII, papa e cardinale italiano
- 1195 - Baldovino V di Hainaut, conte (n. 1150)

## XIII secolo(3)
- 1213 - Giovanni de Matha, presbitero e santo francese (n. 1154)
- 1273 - Jalal al-Din Rumi, poeta e mistico persiano (n. 1207)
- 1288 - Ibn al-Nafīs, medico arabo (n. 1213)

## XIV secolo(2)
- 1302 - Pietro Valeriani Duraguerra, cardinale, diplomatico e notaio italiano
- 1388 - Jean Rolland, cardinale e vescovo cattolico francese

## XV secolo(2)
- 1439 - Maria Comnena, imperatrice bizantina (n. 1404)
- 1471 - Isabella d'Aviz, principessa portoghese (n. 1397)

## XVI secolo(7)
- 1547 - Pellegrino da San Daniele, pittore italiano (n. 1467)
- 1559 - Irene di Spilimbergo, pittrice e poetessa italiana (n. 1538)
- 1562 - Eleonora di Toledo, sovrana spagnola (n. 1522)
- 1592 - Vincenzo Laureo, cardinale e vescovo cattolico italiano (n. 1523)
- 1595 - Francis Hastings, barone Hastings, nobile inglese (n. 1560)
- 1596 - Sakai Tadatsugu, militare giapponese (n. 1527)
- 1597 - Federico del Palatinato-Zweibrücken-Vohenstrauss-Parkstein, nobile tedesco (n. 1557)

## XVII secolo(20)
- 1601 - Bernardino de Cárdenas y Portugal, diplomatico spagnolo (n. 1553)
- 1625 - Panfilo Persico, presbitero italiano (n. 1571)
- 1632 - Francis Manners, VI conte di Rutland, nobile inglese (n. 1578)
- 1634 - Youhanna Makhlouf El Douaihy, arcivescovo cattolico libanese
- 1639 - Nils Turesson Bielke, politico svedese (n. 1569)
- 1645 - Diego de los Cobos Guzmán y Luna, nobile spagnolo
- 1647 - Bonaventura de Baccarini, religioso italiano (n. 1586)
- 1648 - George Gillespie, teologo scozzese (n. 1613)
- 1648 - Hendrick Goudt, pittore, incisore e disegnatore olandese (n. 1583)
- 1652 - Filipe de Magalhães, compositore portoghese (n. 1571)
- 1663 - Nzinga di Ndongo e Matamba, regina (n. 1583)
- 1664 - Francesco Gisulfo e Osorio, vescovo cattolico italiano (n. 1602)
- 1670 - Luigi Pappacoda, vescovo cattolico italiano (n. 1595)
- 1674 - Filippo Francesco d'Arenberg, nobile e militare belga (n. 1625)
- 1677 - Diomira Allegri, religiosa italiana (n. 1651)
- 1686 - Lieve Pietersz Verschuier, pittore olandese (n. 1627)
- 1695 - Conrad Zellweger, politico svizzero (n. 1631)
- 1697 - Eleonora Maria Giuseppina d'Austria, regina (n. 1653)
- 1697 - Pietro Lion, vescovo cattolico italiano (n. 1637)
- 1699 - Giovanni Francesco Desiderato di Nassau-Siegen, principe tedesco (n. 1627)

## XVIII secolo(15)
- 1713 - Nicolò Beregan, poeta e librettista italiano (n. 1627)
- 1714 - Crescenzio Onofri, pittore e incisore italiano (n. 1634)
- 1714 - Antonio Francesco Sanvitale, cardinale e arcivescovo cattolico italiano (n. 1660)
- 1721 - Richard Lumley, I conte di Scarbrough, politico e militare inglese (n. 1650)
- 1732 - Carlo Archinto, nobile, funzionario e mecenate italiano (n. 1670)
- 1732 - Giuseppe Giovanni Adamo del Liechtenstein, principe austriaco (n. 1690)
- 1743 - Annibale Mazzuoli, pittore e restauratore italiano (n. 1658)
- 1746 - Antonio José de Mendoza Caamaño y Sotomayor, spagnolo (n. 1667)
- 1763 - Federico Cristiano di Sassonia, nobile (n. 1722)
- 1763 - Francesco Rodrigo Moncada, nobile italiano (n. 1696)
- 1772 - Anselm Desing, filosofo, storico e giurista tedesco (n. 1699)
- 1778 - Carlo Tito di Borbone-Due Sicilie, principe (n. 1775)
- 1780 - Gian Paolo Timoleone di Cossé-Brissac, militare francese (n. 1698)
- 1793 - Appiano Buonafede, religioso e letterato italiano (n. 1716)
- 1793 - Louis Marie Florent du Châtelet, generale, politico e diplomatico francese (n. 1727)

## XIX secolo(80)
- 1803 - Pietro Antonio Zorzi, cardinale e arcivescovo cattolico italiano (n. 1745)
- 1804 - Pierre Julien, scultore francese (n. 1731)
- 1808 - Charles Jenkinson, I conte di Liverpool, nobile inglese (n. 1727)
- 1811 - Louis Abel Beffroy De Reigny, drammaturgo e giornalista francese (n. 1757)
- 1813 - Antoine Parmentier, farmacista, agronomo e igienista francese (n. 1737)
- 1817 - Giovanni Battista Guglielmini, fisico e religioso italiano (n. 1760)
- 1823 - Giovanni Fabbroni, naturalista, economista e agronomo italiano (n. 1752)
- 1824 - Johann Arnold Kanne, filologo e linguista tedesco (n. 1773)
- 1825 - Gotthard Johann von Knorring, generale russo (n. 1744)
- 1827 - Fëdor Nikolaevič Golicyn, poeta russo (n. 1751)
- 1827 - Federica di Schlieben, nobile tedesca (n. 1757)
- 1828 - Jedediah K. Smith, politico e giurista statunitense (n. 1770)
- 1830 - Simón Bolívar, generale, patriota e rivoluzionario venezuelano (n. 1783)
- 1831 - Amalie von Imhoff, scrittrice e poetessa tedesca (n. 1776)
- 1832 - Henry Blackwood, ammiraglio britannico (n. 1770)
- 1832 - Francesco Luigi Gonzaga, nobile (n. 1763)
- 1833 - Kaspar Hauser, tedesco (n. 1812)
- 1835 - Joseph Henri Joachim Lainé, politico francese (n. 1768)
- 1835 - Pierre-Louis Roederer, avvocato e politico francese (n. 1754)
- 1838 - Luiz Joaquim dos Santos Marrocos, archivista portoghese (n. 1781)
- 1840 - Luigi Catani, pittore italiano (n. 1762)
- 1842 - Francesco Ricciardi, giurista, avvocato e politico italiano (n. 1758)
- 1846 - Thomas Grenville, militare britannico (n. 1755)
- 1847 - Maria Luisa d'Asburgo-Lorena, imperatrice (n. 1791)
- 1847 - Luigi Pampaloni, scultore italiano (n. 1791)
- 1848 - Paul Bouré, scultore e pittore belga (n. 1823)
- 1849 - Francesco Tubi, politico italiano (n. 1789)
- 1852 - Carlo Gritti Morlacchi, vescovo cattolico italiano (n. 1777)
- 1857 - Francis Beaufort, ammiraglio, cartografo e esploratore britannico (n. 1774)
- 1858 - Charles François Antoine Morren, botanico belga (n. 1807)
- 1859 - Miguel Barbachano, politico messicano (n. 1807)
- 1859 - Marzia Provaglio, nobile italiana (n. 1781)
- 1860 - Désirée Clary, regina (n. 1777)
- 1861 - Johann Andreas Wagner, paleontologo, zoologo e archeologo tedesco (n. 1797)
- 1862 - Achille Valois, scultore francese (n. 1785)
- 1862 - Constantin von Waldburg-Zeil, principe e politico tedesco (n. 1807)
- 1863 - Stanislao Bechi, militare italiano (n. 1828)
- 1865 - Luigi Ciacchi, cardinale italiano (n. 1788)
- 1867 - Jean-Antoine Gal, religioso, storico e archeologo italiano (n. 1795)
- 1867 - Carl Heinrich Bipontinus Schultz, botanico e medico tedesco (n. 1805)
- 1868 - Friedrich Gottlieb Welcker, filologo classico e archeologo tedesco (n. 1784)
- 1869 - Francesco Pentini, cardinale italiano (n. 1797)
- 1869 - Pierre Justin Sabatier, numismatico francese (n. 1792)
- 1870 - Saverio Mercadante, compositore italiano (n. 1795)
- 1871 - Alessandro Gandini, compositore italiano (n. 1807)
- 1871 - Giovanni Battista Nappi, magistrato italiano (n. 1800)
- 1872 - Vincenzo Roncalli, imprenditore, politico e filantropo italiano (n. 1792)
- 1874 - Angelo Bo, medico e politico italiano (n. 1801)
- 1874 - Giuseppe Valentinelli, bibliotecario e bibliografo italiano (n. 1805)
- 1876 - Costantino Patrizi Naro, cardinale e arcivescovo cattolico italiano (n. 1798)
- 1877 - Louis d'Aurelle de Paladines, generale francese (n. 1804)
- 1877 - Giorgio Clerici, patriota, militare e nobile italiano (n. 1815)
- 1877 - Lucien Jottrand, avvocato e politico belga (n. 1804)
- 1881 - Giulio Briccialdi, flautista e compositore italiano (n. 1818)
- 1881 - Isaac Israel Hayes, esploratore statunitense (n. 1832)
- 1881 - Lewis Henry Morgan, etnologo e antropologo statunitense (n. 1818)
- 1881 - Qudsia Begum di Bhopal, indiana (n. 1801)
- 1884 - Saverio Griffini, generale e patriota italiano (n. 1802)
- 1885 - Giuseppe Giani, pittore italiano (n. 1829)
- 1886 - Edmund Chipp, organista e compositore inglese (n. 1823)
- 1886 - Costanzo Norante, politico italiano (n. 1828)
- 1887 - Giovanni Battista Amendola, scultore italiano (n. 1848)
- 1887 - Pier Eleonoro Negri, ufficiale italiano (n. 1818)
- 1888 - Paul Riant, storico francese (n. 1836)
- 1889 - Wilhelm von Giesebrecht, storico tedesco (n. 1814)
- 1890 - Auguste Dupont, compositore e pianista belga (n. 1827)
- 1891 - Amos Cassioli, pittore italiano (n. 1832)
- 1891 - Patrick Edward Connor, generale statunitense (n. 1820)
- 1892 - George Brayton, ingegnere statunitense (n. 1830)
- 1893 - Georg von Wyß, storico svizzero (n. 1816)
- 1894 - Pompeo Marino Molmenti, pittore italiano (n. 1819)
- 1894 - Melchiorre Voli, politico italiano (n. 1842)
- 1896 - Paul Arène, poeta e scrittore francese (n. 1843)
- 1896 - Paul Carl Beiersdorf, farmacista e imprenditore tedesco (n. 1836)
- 1896 - Charles Edwin Wilbour, egittologo e giornalista statunitense (n. 1833)
- 1897 - Aleksandr Stepanovič Kaminskij, architetto russo (n. 1829)
- 1898 - Pietro Augusto Adami, banchiere italiano (n. 1812)
- 1898 - Pietro della Vedova, scultore e architetto italiano (n. 1831)
- 1898 - Hermógenes López, politico venezuelano (n. 1830)
- 1898 - Ferdinand de Rothschild, banchiere francese (n. 1839)

## XX secolo(236)
- 1901 - Johannes Cornelius Gerardus Boot, latinista e grecista olandese (n. 1811)
- 1901 - Josep Manyanet i Vives, presbitero e religioso spagnolo (n. 1833)
- 1902 - Matilde Téllez Robles, religiosa spagnola (n. 1841)
- 1904 - Daniel Yarnton Mills, scacchista scozzese (n. 1846)
- 1906 - Ignác Acsády, storico ungherese (n. 1845)
- 1907 - Placido Fabris, patriota e assassino italiano (n. 1839)
- 1907 - William Thomson, I barone Kelvin, fisico, ingegnere e nobile britannico (n. 1824)
- 1909 - Edhem Pascià, militare ottomano (n. 1851)
- 1909 - Leopoldo II del Belgio, re belga (n. 1835)
- 1912 - Spiru Haret, astronomo, politico e matematico rumeno (n. 1851)
- 1913 - Stefano Gobatti, compositore italiano (n. 1852)
- 1914 - Nicolas Benoit, militare e educatore francese (n. 1875)
- 1914 - Pasquale Fiore, giurista e politico italiano (n. 1837)
- 1916 - Salvatore Buemi, scultore italiano (n. 1867)
- 1916 - Carlo Giuseppe Cecchini, arcivescovo cattolico italiano (n. 1853)
- 1916 - Giacinto Maria Cormier, religioso francese (n. 1832)
- 1917 - Elizabeth Garrett Anderson, medica, attivista e politica britannica (n. 1836)
- 1917 - Ber Borochov, politico e filologo russo (n. 1881)
- 1917 - Josef Riehl, ingegnere austriaco (n. 1842)
- 1917 - Giuseppe Tasca Lanza, politico italiano (n. 1849)
- 1918 - Domenico Zappettini, pittore e decoratore italiano (n. 1880)
- 1919 - José María Cos y Macho, cardinale e arcivescovo cattolico spagnolo (n. 1838)
- 1921 - Clemens von Delbrück, politico tedesco (n. 1856)
- 1921 - Richard Ehrenberg, economista tedesco (n. 1857)
- 1921 - Jules Trinité, tiratore a segno francese (n. 1856)
- 1921 - Gabriela Zapolska, scrittrice, naturalista e attrice polacca (n. 1857)
- 1922 - Adolphus FitzGeorge, ammiraglio inglese (n. 1846)
- 1922 - Giorgio Franchetti, collezionista d'arte italiano (n. 1865)
- 1925 - Paola Pezzaglia, attrice italiana (n. 1886)
- 1926 - Lars Magnus Ericsson, inventore e imprenditore svedese (n. 1846)
- 1926 - Aleksandr Dmitrievič Kastal'skij, compositore russo (n. 1856)
- 1927 - Eduard von der Hellen, archivista, curatore editoriale e scrittore tedesco (n. 1863)
- 1928 - Julij Aichenwal'd, critico letterario russo (n. 1872)
- 1928 - Carmine Iorio, militare italiano (n. 1892)
- 1928 - Eglantyne Jebb, attivista britannica (n. 1876)
- 1929 - Edoardo Matania, pittore e illustratore italiano (n. 1847)
- 1929 - Ted Wilde, regista statunitense (n. 1889)
- 1929 - Manuel Gomes da Costa, generale e politico portoghese (n. 1863)
- 1930 - Smith Streeter, giocatore di roque statunitense (n. 1844)
- 1930 - Peter Warlock, compositore inglese (n. 1894)
- 1931 - Josef Linzmayer, calciatore austriaco (n. 1884)
- 1931 - Giuseppe Pellegrino, politico italiano (n. 1856)
- 1931 - Alfredo Testoni, commediografo e poeta italiano (n. 1856)
- 1932 - Giuseppe Bellini, avvocato e politico italiano (n. 1862)
- 1932 - Charles Winckler, tiratore di fune danese (n. 1867)
- 1933 - Abdul Rachim Achverdov, scrittore azero (n. 1870)
- 1933 - Edward Elkas, attore statunitense (n. 1862)
- 1933 - Oskar Potiorek, generale austro-ungarico (n. 1853)
- 1933 - Tokuhei Sada, nuotatore giapponese (n. 1909)
- 1933 - Thubten Gyatso, monaco buddhista tibetano (n. 1876)
- 1934 - Hans Lorenz, alpinista e chirurgo austriaco (n. 1873)
- 1935 - Giovanni Emanuele Elia, nobile e inventore italiano (n. 1866)
- 1935 - Juan Vicente Gómez, generale e politico venezuelano (n. 1857)
- 1935 - Alf Svensén, ginnasta svedese (n. 1893)
- 1937 - Lionello Hierschel de Minerbi, calciatore, tennista e politico italiano (n. 1873)
- 1938 - Arturo Nuvolari, ciclista su strada italiano (n. 1863)
- 1938 - Ferdinando Rosati, politico italiano (n. 1898)
- 1938 - Gustav Tammann, chimico tedesco (n. 1861)
- 1940 - Alicia Boole, matematica irlandese (n. 1860)
- 1940 - Xhaferr Ypi, politico albanese (n. 1880)
- 1941 - Aldo Forzinetti, aviatore e militare italiano (n. 1914)
- 1941 - Vezio Mezzetti, aviatore e ufficiale italiano (n. 1907)
- 1941 - Joseph Harvey Riley, ornitologo statunitense (n. 1851)
- 1942 - Franco Brambilla, attore italiano (n. 1922)
- 1942 - Ignazio Castrogiovanni, militare e marinaio italiano (n. 1896)
- 1942 - Roberto Cherubin, militare italiano (n. 1910)
- 1942 - Luigi Leone, calciatore italiano (n. 1911)
- 1942 - Jules-Alexis Muenier, pittore e fotografo francese (n. 1863)
- 1942 - Bruce Smith, attore statunitense (n. 1880)
- 1943 - Joachim Kirschner, aviatore tedesco (n. 1920)
- 1943 - Eva Kotchever, scrittrice e attivista polacca (n. 1891)
- 1944 - Gabriella Degli Esposti, antifascista e partigiana italiana (n. 1912)
- 1944 - Robert Nichols, poeta e commediografo britannico (n. 1893)
- 1944 - Anna Tutsek, scrittrice e giornalista ungherese (n. 1865)
- 1945 - Arthur von Rosthorn, diplomatico, sinologo e nobile austriaco (n. 1862)
- 1946 - Franz Cižek, pittore austriaco (n. 1865)
- 1946 - Giuseppe Guindani, pittore italiano (n. 1886)
- 1946 - Max Hodann, medico tedesco (n. 1894)
- 1946 - David Karlsson, lottatore svedese (n. 1881)
- 1946 - Grigorij Nikolaevič Neujmin, astronomo russo (n. 1886)
- 1946 - Elvira Notari, regista cinematografica italiana (n. 1875)
- 1947 - Johannes Nicolaus Brønsted, chimico danese (n. 1879)
- 1947 - Bernard Spilsbury, patologo britannico (n. 1877)
- 1948 - Santorre Debenedetti, filologo e critico letterario italiano (n. 1878)
- 1948 - Ercole Quadrelli, scrittore, esoterista e traduttore italiano (n. 1879)
- 1949 - Robert Eisler, storico e biblista austriaco (n. 1882)
- 1949 - Giuseppe Novello, rivoluzionario italiano (n. 1917)
- 1950 - Goffredo Jaja, geografo italiano (n. 1874)
- 1950 - Friedrich-Carl Peus, politico tedesco (n. 1871)
- 1951 - J. H. Kramers, arabista e islamista olandese (n. 1891)
- 1952 - Nino Barbantini, critico d'arte italiano (n. 1884)
- 1954 - Felipe Molas López, politico paraguaiano (n. 1901)
- 1954 - Zofia Nałkowska, scrittrice, drammaturga e saggista polacca (n. 1884)
- 1955 - Victor Brecheret, scultore italiano (n. 1894)
- 1955 - Giovanni Battista Cossetti, organista, compositore e direttore di banda italiano (n. 1863)
- 1955 - Arvīds Jurgens, calciatore e hockeista su ghiaccio lettone (n. 1905)
- 1956 - Eddie Acuff, attore statunitense (n. 1903)
- 1957 - Dorothy L. Sayers, scrittrice, poetessa e drammaturga britannica (n. 1893)
- 1958 - Pierre-Antoine Cousteau, giornalista e scrittore francese (n. 1906)
- 1958 - Edwin Schulz, calciatore austriaco (n. 1883)
- 1959 - Paul Kohl, ciclista su strada e pistard tedesco (n. 1894)
- 1960 - Tonino Agodi, imprenditore, giornalista e politico italiano (n. 1896)
- 1960 - Abebe Aregai, militare e politico etiope (n. 1903)
- 1960 - Fred Lauer, pallanuotista statunitense (n. 1898)
- 1961 - Renzo Baraldi, pittore e scultore italiano (n. 1911)
- 1961 - Giuseppe Bastianini, politico e diplomatico italiano (n. 1899)
- 1961 - Denison Clift, sceneggiatore e regista statunitense (n. 1885)
- 1961 - György Kőszegi, allenatore di calcio e calciatore ungherese (n. 1888)
- 1962 - Ezio Bartalini, politico e giornalista italiano (n. 1884)
- 1962 - Carl Diem, dirigente sportivo e storico tedesco (n. 1882)
- 1962 - Giuseppe Furlani, assiriologo e storico delle religioni italiano (n. 1885)
- 1962 - Robert M. Haas, scenografo statunitense (n. 1889)
- 1962 - Herbert Haresnape, nuotatore britannico (n. 1880)
- 1962 - Thomas Mitchell, attore statunitense (n. 1892)
- 1963 - Marguerite Caetani, letterata, giornalista e collezionista d'arte statunitense (n. 1880)
- 1963 - Gaspare Cannone, critico letterario, giornalista e anarchico italiano (n. 1893)
- 1963 - William Foster, nuotatore britannico (n. 1890)
- 1964 - Victor Franz Hess, fisico austriaco (n. 1883)
- 1965 - Hastings Lionel Ismay, generale, politico e diplomatico britannico (n. 1887)
- 1965 - Tommaso Lequio di Assaba, militare e cavaliere italiano (n. 1893)
- 1965 - Maria Teresa Vera, cantante, compositrice e chitarrista cubana (n. 1895)
- 1966 - Sylvia Telles, cantante brasiliana (n. 1934)
- 1967 - Pietro Leo, politico e storico italiano (n. 1887)
- 1968 - Victor-Alain Berto, presbitero francese (n. 1900)
- 1969 - Artur da Costa e Silva, generale e politico brasiliano (n. 1902)
- 1970 - Salvatore Andreola, fotografo italiano (n. 1890)
- 1970 - Noel Turnbull, tennista britannico (n. 1890)
- 1970 - Oliver Waterman Larkin, storico statunitense (n. 1896)
- 1970 - Boris Ivanovič Čeranovskij, ingegnere sovietico (n. 1896)
- 1971 - Bino Cicogna, produttore cinematografico, sceneggiatore e nobile italiano (n. 1935)
- 1971 - Elemér Szathmáry, nuotatore ungherese (n. 1926)
- 1972 - Friedrich Boßhammer, giurista, militare e criminale di guerra tedesco (n. 1906)
- 1972 - Giovanni Balilla Magistri, pittore italiano (n. 1909)
- 1972 - Alberto Spadolini, danzatore, attore e pittore italiano (n. 1907)
- 1972 - Doreen Warriner, economista britannica (n. 1904)
- 1973 - Charles Greeley Abbot, astrofisico e astronomo statunitense (n. 1872)
- 1973 - Riccardo Carbone, fotografo e fotoreporter italiano (n. 1897)
- 1973 - Amleto Giovanni Cicognani, cardinale italiano (n. 1883)
- 1973 - André Goeuriot, cestista francese (n. 1921)
- 1973 - Olga Resnevič Signorelli, giornalista, biografa e traduttrice russa (n. 1883)
- 1973 - Sjef van Run, calciatore olandese (n. 1904)
- 1973 - Great Togo, wrestler statunitense (n. 1911)
- 1973 - Antonio Zara, militare italiano (n. 1953)
- 1974 - Hans Hausamann, fotografo e giornalista svizzero (n. 1897)
- 1974 - Aernout van Lennep, cavaliere olandese (n. 1898)
- 1974 - Wilhelm Massmann, compositore di scacchi tedesco (n. 1895)
- 1974 - Aytsemnik Urartu, scultrice armena (n. 1899)
- 1975 - Armando Buso, pittore e incisore italiano (n. 1914)
- 1975 - Harold Pearl, illustratore britannico (n. 1914)
- 1975 - György Páros, compositore di scacchi ungherese (n. 1910)
- 1975 - Hound Dog Taylor, cantante e chitarrista statunitense (n. 1915)
- 1975 - Noble Sissle, compositore, paroliere e cantante statunitense (n. 1889)
- 1975 - Frank Sully, attore statunitense (n. 1908)
- 1976 - Franz Turchi, giornalista, politico e editore italiano (n. 1893)
- 1978 - Luigi Aversano, pittore e militare italiano (n. 1894)
- 1978 - Don Ellis, trombettista e compositore statunitense (n. 1934)
- 1978 - Josef Frings, cardinale e arcivescovo cattolico tedesco (n. 1887)
- 1978 - Eccard von Gablenz, generale tedesco (n. 1891)
- 1979 - Salvatore La Marca, politico italiano (n. 1921)
- 1980 - Ahmet Berman, calciatore turco (n. 1932)
- 1980 - Oskar Kummetz, ammiraglio tedesco (n. 1891)
- 1980 - Filomena Morlando, insegnante italiana (n. 1955)
- 1981 - Edwin Erich Dwinger, scrittore e militare tedesco (n. 1898)
- 1981 - Henry Forsberg, compositore di scacchi svedese (n. 1914)
- 1981 - Mehmet Shehu, rivoluzionario, politico e militare albanese (n. 1913)
- 1982 - Vittorio Gorresio, giornalista e saggista italiano (n. 1910)
- 1982 - Philipp Jarnach, compositore e direttore d'orchestra tedesco (n. 1892)
- 1982 - Leonid Borisovič Kogan, violinista sovietico (n. 1924)
- 1982 - Big Joe Williams, chitarrista e cantante statunitense (n. 1903)
- 1983 - Enrico Anzilotti, diplomatico italiano (n. 1898)
- 1983 - Pietro Lecciso, politico e avvocato italiano (n. 1905)
- 1983 - Hal Pereira, scenografo statunitense (n. 1905)
- 1984 - Isa Pola, attrice italiana (n. 1909)
- 1986 - Giancarlo Asteo, cestista e allenatore di pallacanestro italiano (n. 1933)
- 1986 - Guillermo Cano Isaza, giornalista colombiano (n. 1925)
- 1986 - Władysław Moes, nobile polacco (n. 1900)
- 1986 - Andrea Viglongo, editore e giornalista italiano (n. 1900)
- 1987 - Bernard Jan Alfrink, cardinale e arcivescovo cattolico olandese (n. 1900)
- 1987 - Lia Corelli, attrice italiana (n. 1922)
- 1987 - Hans P. Eugster, mineralogista e geologo statunitense (n. 1925)
- 1987 - Marguerite Yourcenar, scrittrice, poetessa e saggista francese (n. 1903)
- 1988 - Evaristo Frisoni, calciatore e allenatore di calcio italiano (n. 1907)
- 1988 - Jerry Hopper, regista statunitense (n. 1907)
- 1988 - Luciano Robotti, allenatore di calcio e calciatore italiano (n. 1914)
- 1989 - Ivan Alimarin, chimico sovietico (n. 1903)
- 1989 - Edward Boyd, scrittore e sceneggiatore scozzese (n. 1916)
- 1989 - Riccardo Okely, calciatore italiano (n. 1906)
- 1989 - Luciano Salce, regista, attore e sceneggiatore italiano (n. 1922)
- 1989 - Albert Coady Wedemeyer, generale statunitense (n. 1897)
- 1990 - Hoyt Bohannon, trombonista statunitense (n. 1918)
- 1990 - Eurialo De Michelis, scrittore, critico letterario e poeta italiano (n. 1904)
- 1990 - Ludwig Lachmann, economista tedesco (n. 1906)
- 1990 - Li Jong-kap, calciatore sudcoreano (n. 1920)
- 1990 - Mihály Száger, calciatore e allenatore di calcio ungherese (n. 1908)
- 1991 - Jesse Flores, giocatore di baseball statunitense (n. 1914)
- 1991 - Antonio Savastano, tenore italiano (n. 1948)
- 1991 - Carl Shy, cestista statunitense (n. 1908)
- 1992 - Günther Anders, filosofo e scrittore tedesco (n. 1902)
- 1992 - Dana Andrews, attore statunitense (n. 1909)
- 1992 - Giuseppe Borsellino, imprenditore italiano (n. 1938)
- 1992 - Giuliano Briganti, storico dell'arte italiano (n. 1918)
- 1992 - Keith Wiegard, pallanuotista e calciatore australiano (n. 1938)
- 1993 - Len Julians, allenatore di calcio e calciatore inglese (n. 1933)
- 1993 - Janet Margolin, attrice statunitense (n. 1943)
- 1994 - Pierre Baruzy, francese (n. 1897)
- 1994 - Aldo Garzia, vescovo cattolico italiano (n. 1926)
- 1994 - Carl Wolfgang Graf von Ballestrem, nobile e dirigente d'azienda tedesco (n. 1903)
- 1994 - Stefano Sertorelli, sciatore di pattuglia militare e sciatore alpino italiano (n. 1911)
- 1994 - György Takács, calciatore ungherese (n. 1924)
- 1995 - Alfa Castaldi, fotografo italiano (n. 1926)
- 1996 - Francesco Albertini, politico italiano (n. 1906)
- 1996 - Mario Di Lazzaro, matematico e politico italiano (n. 1926)
- 1996 - Johannes Kaiser, velocista tedesco (n. 1936)
- 1996 - Li Han-hsiang, regista cinese (n. 1926)
- 1996 - Francesco Siciliani, direttore artistico e compositore italiano (n. 1911)
- 1996 - Sun Yaoting, cinese (n. 1902)
- 1996 - Stanko Todorov, politico bulgaro (n. 1920)
- 1996 - François Tuefferd, fotografo e gallerista francese (n. 1912)
- 1997 - Vittorino Bondaz, politico e militare italiano (n. 1905)
- 1997 - Fausto Dal Pozzo, ceramista e antifascista italiano (n. 1910)
- 1997 - Reginald Victor Jones, fisico britannico (n. 1911)
- 1997 - Uzi Narkiss, generale israeliano (n. 1925)
- 1997 - Gerardo Ottani, calciatore italiano (n. 1909)
- 1997 - Hanna Walz, politica tedesca (n. 1918)
- 1998 - Alberto Jover Piamonte, arcivescovo cattolico filippino (n. 1934)
- 1999 - Rex Allen, attore e cantante statunitense (n. 1920)
- 1999 - Paolo Dezza, cardinale italiano (n. 1901)
- 1999 - Angelo Mercuriali, tenore italiano (n. 1909)
- 1999 - Jürgen Kurt Moser, matematico tedesco (n. 1928)
- 1999 - Nguyen Van Nghi, medico, scrittore e traduttore vietnamita (n. 1909)
- 1999 - C. Vann Woodward, storico statunitense (n. 1908)
- 1999 - Grover Washington Jr., sassofonista statunitense (n. 1943)
- 2000 - Antonio Ascenzi, medico e paleontologo italiano (n. 1915)
- 2000 - Gianfranco Bertoli, terrorista italiano (n. 1933)
- 2000 - Gérard Blain, attore e regista francese (n. 1930)
- 2000 - Gianfranco Mauri, attore italiano (n. 1928)

## XXI secolo(154)
- 2001 - Vittoria Avanzini, ginnasta italiana (n. 1915)
- 2001 - Luigi Bertoldi, politico italiano (n. 1920)
- 2001 - Nelson Chelle, cestista uruguaiano (n. 1931)
- 2001 - Frédéric de Pasquale, attore francese (n. 1931)
- 2001 - Enrico Marciani, attore italiano (n. 1908)
- 2001 - Martha Mödl, soprano e mezzosoprano tedesco (n. 1912)
- 2002 - Luis Ernesto Castro, calciatore uruguaiano (n. 1921)
- 2002 - Muhammad Hamidullah, teologo indiano (n. 1908)
- 2002 - Mario Jannarilli, calciatore italiano (n. 1941)
- 2002 - Frederick Knott, drammaturgo e sceneggiatore britannico (n. 1916)
- 2002 - Hank Luisetti, cestista e allenatore di pallacanestro statunitense (n. 1916)
- 2002 - Rinus Terlouw, calciatore olandese (n. 1922)
- 2002 - Boris Tokarev, velocista sovietico (n. 1927)
- 2003 - Basilio Franchina, sceneggiatore, regista e attore italiano (n. 1914)
- 2003 - Otto Graham, giocatore di football americano e cestista statunitense (n. 1921)
- 2003 - Ray Iggleden, calciatore inglese (n. 1925)
- 2003 - Mary Ann Jackson, attrice cinematografica statunitense (n. 1923)
- 2003 - Alan Tilvern, attore britannico (n. 1918)
- 2003 - Jim Wolf, giocatore di football americano statunitense (n. 1952)
- 2003 - Karol L. Zachar, attore, regista teatrale e scenografo slovacco (n. 1918)
- 2004 - Andreu Bosch, calciatore spagnolo (n. 1931)
- 2004 - Safia Chamia, cantante e attrice tunisina (n. 1932)
- 2004 - Rosa Fazio Longo, politica e attivista italiana (n. 1913)
- 2004 - Dick Heckstall-Smith, sassofonista britannico (n. 1934)
- 2004 - James Ling, imprenditore statunitense (n. 1922)
- 2004 - Gyula Marsovszky, pilota motociclistico ungherese (n. 1936)
- 2004 - Tom Wesselmann, pittore, scultore e artista statunitense (n. 1931)
- 2005 - Mustafa Ertan, allenatore di calcio e calciatore turco (n. 1926)
- 2005 - Jacques Fouroux, rugbista a 15, allenatore di rugby a 15 e dirigente sportivo francese (n. 1947)
- 2005 - Agnès Guillemot, montatrice francese (n. 1931)
- 2005 - Marcello Nencioni, attore, giornalista e conduttore radiofonico italiano (n. 1928)
- 2005 - Sverre Stenersen, sciatore nordico norvegese (n. 1926)
- 2005 - Alberto Trama, cestista e allenatore di pallacanestro argentino (n. 1925)
- 2005 - Ward Williams, cestista statunitense (n. 1923)
- 2006 - René Berton, ciclista su strada francese (n. 1924)
- 2006 - Salvador Botella, ciclista su strada spagnolo (n. 1929)
- 2006 - Piergiorgio Brigliadori, bibliotecario italiano (n. 1941)
- 2006 - Lincoln E. Moses, statistico statunitense (n. 1921)
- 2006 - Dick O'Keefe, cestista statunitense (n. 1923)
- 2006 - Timmie Rogers, comico, cantautore e attore statunitense (n. 1915)
- 2007 - Sebastiano Buzzin, allenatore di calcio e calciatore italiano (n. 1929)
- 2007 - Dinko Petrov, lottatore bulgaro (n. 1935)
- 2007 - Celestino Piatti, illustratore, pittore e designer svizzero (n. 1922)
- 2007 - Jack Zander, animatore e regista statunitense (n. 1908)
- 2008 - Sammy Baugh, giocatore di football americano statunitense (n. 1914)
- 2008 - Freddy Breck, cantante, compositore e showman tedesco (n. 1942)
- 2008 - Francisco Casavella, scrittore spagnolo (n. 1963)
- 2008 - Dave Farrington, allenatore di calcio e calciatore neozelandese (n. 1948)
- 2008 - Paul Greco, attore statunitense (n. 1955)
- 2008 - Ai Iijima, scrittrice, attrice pornografica e personaggio televisivo giapponese (n. 1972)
- 2008 - Robert Jonquet, calciatore e allenatore di calcio francese (n. 1925)
- 2008 - Piet Van Huele, cestista belga (n. 1933)
- 2009 - Paolo Barlera, cestista italiano (n. 1982)
- 2009 - Susanna Foster, attrice statunitense (n. 1924)
- 2009 - Jennifer Jones, attrice statunitense (n. 1919)
- 2009 - Michel Leblond, allenatore di calcio e calciatore francese (n. 1932)
- 2009 - Dan O'Bannon, sceneggiatore e effettista statunitense (n. 1946)
- 2009 - Guillermo Ortíz, calciatore messicano (n. 1940)
- 2009 - Alaina Reed-Hall, attrice e cantante statunitense (n. 1946)
- 2009 - Aurio Tomicich, basso italiano (n. 1947)
- 2009 - Wu Yingyin, cantante cinese (n. 1922)
- 2009 - Amin al-Hafiz, generale e politico siriano (n. 1921)
- 2010 - Captain Beefheart, cantautore, polistrumentista e pittore statunitense (n. 1941)
- 2010 - Ralph Coates, calciatore inglese (n. 1946)
- 2010 - Walt Dropo, giocatore di baseball, cestista e giocatore di football americano statunitense (n. 1923)
- 2010 - Dick Gibson, pilota automobilistico britannico (n. 1918)
- 2010 - Rashed bin Isa Al Khalifa, nobile bahreinita
- 2010 - Anton Kunz, pallanuotista austriaco (n. 1915)
- 2010 - Michail Umanskij, scacchista russo (n. 1952)
- 2011 - Eva Ekvall, modella e conduttrice televisiva venezuelana (n. 1983)
- 2011 - Cesária Évora, cantante capoverdiana (n. 1941)
- 2011 - Enrico Jacchia, scrittore, giornalista e politico italiano (n. 1923)
- 2011 - Kim Jong-il, politico nordcoreano
- 2011 - Mario Mannucci, copilota di rally italiano (n. 1932)
- 2011 - Ronnie Smith, cestista statunitense (n. 1962)
- 2012 - Beatrice Bracco, attrice e regista teatrale argentina (n. 1943)
- 2012 - Dante Cappello, politico e medico italiano (n. 1922)
- 2012 - Massimo Dorati, cantautore e autore televisivo italiano (n. 1953)
- 2012 - Dina Guerri-Manfredini, supercentenaria italiana (n. 1897)
- 2012 - Daniel Inouye, politico statunitense (n. 1924)
- 2012 - Arnaldo Mesa, pugile cubano (n. 1967)
- 2013 - Evans Bentivogli, dirigente sportivo italiano (n. 1953)
- 2013 - Ricardo María Carles Gordó, cardinale e arcivescovo cattolico spagnolo (n. 1926)
- 2013 - Roberto Di Marco, scrittore e saggista italiano (n. 1937)
- 2014 - Fritz Rudolf Fries, scrittore e traduttore tedesco (n. 1935)
- 2015 - Angelo Arvati, politico italiano (n. 1943)
- 2015 - Osamu Hayaishi, biologo giapponese (n. 1920)
- 2016 - Edmond Y. Farhat, arcivescovo cattolico libanese (n. 1933)
- 2016 - Ben Gilman, politico statunitense (n. 1922)
- 2016 - Henry Heimlich, medico statunitense (n. 1920)
- 2016 - Gordon Hunt, regista, doppiatore e attore statunitense (n. 1929)
- 2016 - Stelio Nardini, generale italiano (n. 1932)
- 2017 - Ralph Carney, musicista e compositore statunitense (n. 1956)
- 2017 - Virginia Da Brescia, cantante e attrice italiana (n. 1936)
- 2017 - Gino Guida, pittore e incisore italiano (n. 1932)
- 2017 - Francesco Leonetti, scrittore, poeta e giornalista italiano (n. 1924)
- 2017 - Georgij Grigor'evič Natanson, regista e drammaturgo sovietico (n. 1921)
- 2018 - Zura Karuhimbi, filantropa ruandese
- 2018 - Galt MacDermot, compositore e pianista canadese (n. 1928)
- 2018 - Penny Marshall, attrice, regista e produttrice cinematografica statunitense (n. 1943)
- 2018 - Paul Meister, schermidore svizzero (n. 1926)
- 2018 - Andrėj Ščarbakoŭ, calciatore bielorusso (n. 1991)
- 2019 - Karin Balzer, ostacolista tedesca (n. 1938)
- 2019 - Shreeram Lagoo, attore indiano (n. 1927)
- 2019 - Paul Sauvage, calciatore francese (n. 1939)
- 2019 - Enzio d'Antonio, arcivescovo cattolico italiano (n. 1925)
- 2020 - Donato Bilancia, criminale e serial killer italiano (n. 1951)
- 2020 - Jeremy Bulloch, attore britannico (n. 1945)
- 2020 - Pierre Buyoya, politico e militare burundese (n. 1949)
- 2020 - Stanley Cowell, pianista statunitense (n. 1941)
- 2020 - Les Dicker, calciatore inglese (n. 1926)
- 2020 - Enrico Ferri, politico e magistrato italiano (n. 1942)
- 2020 - Han Grijzenhout, allenatore di calcio e calciatore olandese (n. 1932)
- 2020 - Peter Kalinke, calciatore tedesco orientale (n. 1936)
- 2020 - Nereo Manzardo, calciatore italiano (n. 1926)
- 2020 - Abdullah Namat, calciatore malaysiano (n. 1946)
- 2020 - Ignaz Puschnik, calciatore austriaco (n. 1934)
- 2020 - Giovanni Sacco, calciatore e allenatore di calcio italiano (n. 1943)
- 2020 - Per Svensson, lottatore svedese (n. 1943)
- 2021 - Eve Babitz, scrittrice statunitense (n. 1943)
- 2021 - José Pablo Feinmann, scrittore argentino (n. 1943)
- 2021 - Vicente Feliú, cantautore cubano (n. 1947)
- 2021 - Vincenzo Pontolillo, dirigente d'azienda italiano (n. 1938)
- 2021 - Dimitris Stefanakos, calciatore greco (n. 1936)
- 2021 - Filippo Tasso, calciatore e allenatore di calcio italiano (n. 1940)
- 2021 - Klaus Wagenbach, editore tedesco (n. 1930)
- 2022 - Ronald Dennis, attore, ballerino e cantante statunitense (n. 1944)
- 2022 - Dieter Henrich, filosofo tedesco (n. 1927)
- 2022 - Blanca Heredia, modella e insegnante venezuelana (n. 1934)
- 2022 - Mike Hodges, sceneggiatore, regista e drammaturgo britannico (n. 1932)
- 2022 - Dante Marraccini, giornalista, scrittore e sceneggiatore italiano (n. 1934)
- 2022 - Manuel Muñoz, calciatore cileno (n. 1928)
- 2022 - Nélida Piñon, scrittrice brasiliana (n. 1937)
- 2022 - Severino Poletto, cardinale e arcivescovo cattolico italiano (n. 1933)
- 2022 - Mario Sconcerti, giornalista e scrittore italiano (n. 1948)
- 2022 - Urmas Sisask, compositore e direttore di coro estone (n. 1960)
- 2023 - John Ashford, regista britannico (n. 1944)
- 2023 - Otar Ioseliani, regista, sceneggiatore e montatore georgiano (n. 1934)
- 2023 - Reggie Lacefield, cestista statunitense (n. 1945)
- 2023 - James McCaffrey, attore e doppiatore statunitense (n. 1958)
- 2023 - Eric Montross, cestista statunitense (n. 1971)
- 2023 - Susanna Parigi, cantautrice, musicista e compositrice italiana (n. 1961)
- 2023 - Orianna Santunione, soprano italiano (n. 1934)
- 2024 - Gian Paolo Barbieri, fotografo italiano (n. 1935)
- 2024 - Bill Calhoun, cestista statunitense (n. 1927)
- 2024 - Nicholas Chia, arcivescovo cattolico singaporiano (n. 1938)
- 2024 - Aigars Fadejevs, marciatore e maratoneta lettone (n. 1975)
- 2024 - Igor' Anatol'evič Kirillov, generale russo (n. 1970)
- 2024 - William Labov, linguista statunitense (n. 1927)
- 2024 - Marcel Marnat, musicologo, giornalista e biografo francese (n. 1933)
- 2024 - Marisa Paredes, attrice spagnola (n. 1946)
- 2024 - Beatriz Sarlo, giornalista, scrittrice e saggista argentina (n. 1942)
- 2024 - Jānis Timma, cestista lettone (n. 1992)
- 2024 - Rik Van Looy, ciclista su strada, pistard e dirigente sportivo belga (n. 1933)

## Senza anno specificato(1)
- Conone di Béthune, francese